# チョン・ヨンウン (声優)
チョン・ヨンウン（정영웅、1979年6月19日 - ）は、大韓民国出身の声優。主に日本のアニメの吹き替えを務めている。血液型はA型。身長177cm。

## 出演作品

### テレビアニメ
- ジェイコブ・ツー＝ツー
- こてんこてんこ（大魔王、怪物、岩石）
- ロボカーポリー（マックス、レティ）
- 超ロボット生命体 トランスフォーマー プライム（バルクヘッド、ディセプティコンビーコン、インセクティコン）
- DEATH NOTE
- トムとジェリー テイルズ（ブッチ、国王）
- アイシールド21
- アドレナリン・マイ・ブラザー
- GANTZ（吉岡清）
- 名探偵コナン (ジン、佐伯、小松均）
- FAIRY TAIL（ウォーリー・ブキャナン）
- デジモンセイバーズ（サーベルレオモン、イッカクモン）
- ガジェット警部（ドクタークロウ、ムク）
- ガジェット警部（2015年）（ドクタークロウ）
- MR.MENショー（力持ちくん、おっちょこちょいくん、知りたがりくん）
- GR-GIANT ROBO-（嵐克己、大臣、男性）
- ファンタスティック・フォー（2006年）
- チャギントン（ハリソン、ムタンボ）
- ロボットパワー
- ONE PIECE（エドワード・ウィーブル）
- 金田一少年の事件簿（斑目紫紋、和島尊）
- ロボカーポリー（マックス、レピ）
- ちびっこバス タヨ（ビッグ、スカイ）
- 機動戦士ガンダムAGE（ストラー・グアバラン）
- NANA（岡崎、山岸）
- 金色のガッシュ!!（レンブラント、不良）
- ブラック・ジャック21（ドクター・クーマ）
- なんだかんだワンダー（巨人蠕虫）
- れいぞうこのくにのココモン（ポテパン）
- でこぼこフレンズ（オオガーラ）
- トボットv（タンクガイ）
- ジュラ紀コップス（デスバリアン）
- BORUTO-ボルト- -NARUTO NEXT GENERATIONS-（風魔コウタロウ）
- 範馬刃牙（アイアン・マイケル）
- アラド:逆転の輪（暴竜王バカル）
- マーベル_フューチャー・アベンジャーズ（アレス）

### OVA
- HUNTER×HUNTER G・I Final（ビスケット＝クルーガー（本来の姿） ）

### 劇場アニメ
- オープン・シーズン2 ペット vs 野生のどうぶつたち（イアン、ムク）
- ジャングル大帝 -勇気が未来をかえる-（剛田、スカンク、ムク）
- ドラえもん のび太の新魔界大冒険 〜7人の魔法使い〜（デマオン）
- リトル・レッド2 ～ヘンゼルとグレーテル誘拐事件!?～（ジャイアント）
- アングリーバード（ボム）

### 特撮
- 炎神戦隊ゴーオンジャー（エンジンバンキ、雷々剱、エンジン大将軍、先生）
- 宇宙戦隊キュウレンジャー （チャンプ / オウシブラック）
- 宇宙戦隊キュウレンジャーVSスペース・スクワッド （チャンプ / オウシブラック）

### ゲーム
- スタークラフト(リマスター)（セレブレート）
- スタークラフト2（マローダー、ガブリエル・トッシュ）
- アラド戦記（エンツォ・シーフォ）
- ブレイドアンドソウル
- World of Warcraft
- Hearthstone: ハースストーン
- Dota 2（ちょうせき・ハンター）
- カーツペル
- エルソード（シャドウ・マスター、アバランチ、ホアキン、イボルリタン、スカ、メソン）
- シャドウバース（マーウィン）

| スタブアイコン | サブスタブ | この項目は、まだ閲覧者の調べものの参照としては役立たない、声優（ナレーターを含む）に関連した書きかけの項目です。この項目を加筆・訂正などしてくださる協力者を求めています（P:アニメ/PJ:芸能人）。 |